# Rocha (piłkarz)
Rocha, właśc. Jorge Luís Rocha de Paula (ur. 28 października 1958 w Rio de Janeiro, zm. 14 września 1995 w Rio de Janeiro) – piłkarz brazylijski, występujący podczas kariery na pozycji pomocnika.

## Kariera klubowa
Karierę piłkarską Rocha rozpoczął w klubie Olaria Rio de Janeiro w 1978. W 1979 został zawodnikiem Campo Grande Rio de Janeiro. W lidze brazylijskiej zadebiutował 30 września 1979 w wygranym 1-0 meczu z Amériką Belo Horizonte.
W latach 1980–1982 był zawodnikiem Botafogo FR. W latach 1982–1985 występował w SE Palmeiras. W barwach Palmeiras rozegrał 199 spotkań, w których zdobył bramkę. W barwach Palmeiras 14 kwietnia 1985 w wygranym 3-1 meczu z Náutico Recife Rocha wystąpił po raz ostatni w lidze brazylijskiej.
Ogółem w latach 1979–1985 wystąpił w lidze w 94 meczach, w których strzelił 6 bramek. Potem występował jeszcze w Juventusie São Paulo, XV de Piracicaba, Londrinie i Vila Nova Goiânia. Rocha zmarł przedwcześnie na białaczkę 14 września 1995.

## Kariera reprezentacyjna
Jedyny raz w reprezentacji Brazylii Rocha wystąpił 28 października 1981 w wygranym 3-0 towarzyskim meczu z reprezentacją Bułgarii.